# Octobranchus phyllocomus
Octobranchus phyllocomus är en ringmaskart som beskrevs av Hartman 1952. Octobranchus phyllocomus ingår i släktet Octobranchus och familjen Trichobranchidae. Inga underarter finns listade i Catalogue of Life.